# Fran Walsh
Frances Walsh (født 10. januar 1959) er en oscarbelønnet manuskriptforfatter og filmproducer fra New Zealand. Hun har arbejdet sammen med filminstruktøren Peter Jackson, siden de mødtes i forbindelse med post-produktionen af splatterfilmen Bad Taste. De to skrev sammen med Philippa Boyens filmmanuskriptet til filmtrilogien Ringenes Herre og blev hædret med en oscar for bedste filmatisering.
Fran Walsh og Peter Jackson er partnere både professionelt og privat og har sammen to børn. Walsh foretrækker en mere tilbagetrukket tilværelse end Jackson og ville ikke interviewes til DVD'erne med Ringenes Herre-filmene, men deltog dog i et kommentarlydspor.

## Ekstern henvisning
- Fran Walsh på Internet Movie Database (engelsk)
- Fran Walsh på Filmdatabasen
- Fran Walsh på Scope
- Fran Walsh på Scope
- Fran Walsh på Svensk Filmdatabas (svensk)
- Fran Walsh på AlloCiné (fransk)
- Fran Walsh på AllMovie (engelsk)
- Fran Walsh på The Movie Database (engelsk)

1. ↑  Navnet er anført på svensk og stammer fra Wikidata hvor navnet endnu ikke findes på dansk.